# Baruch College

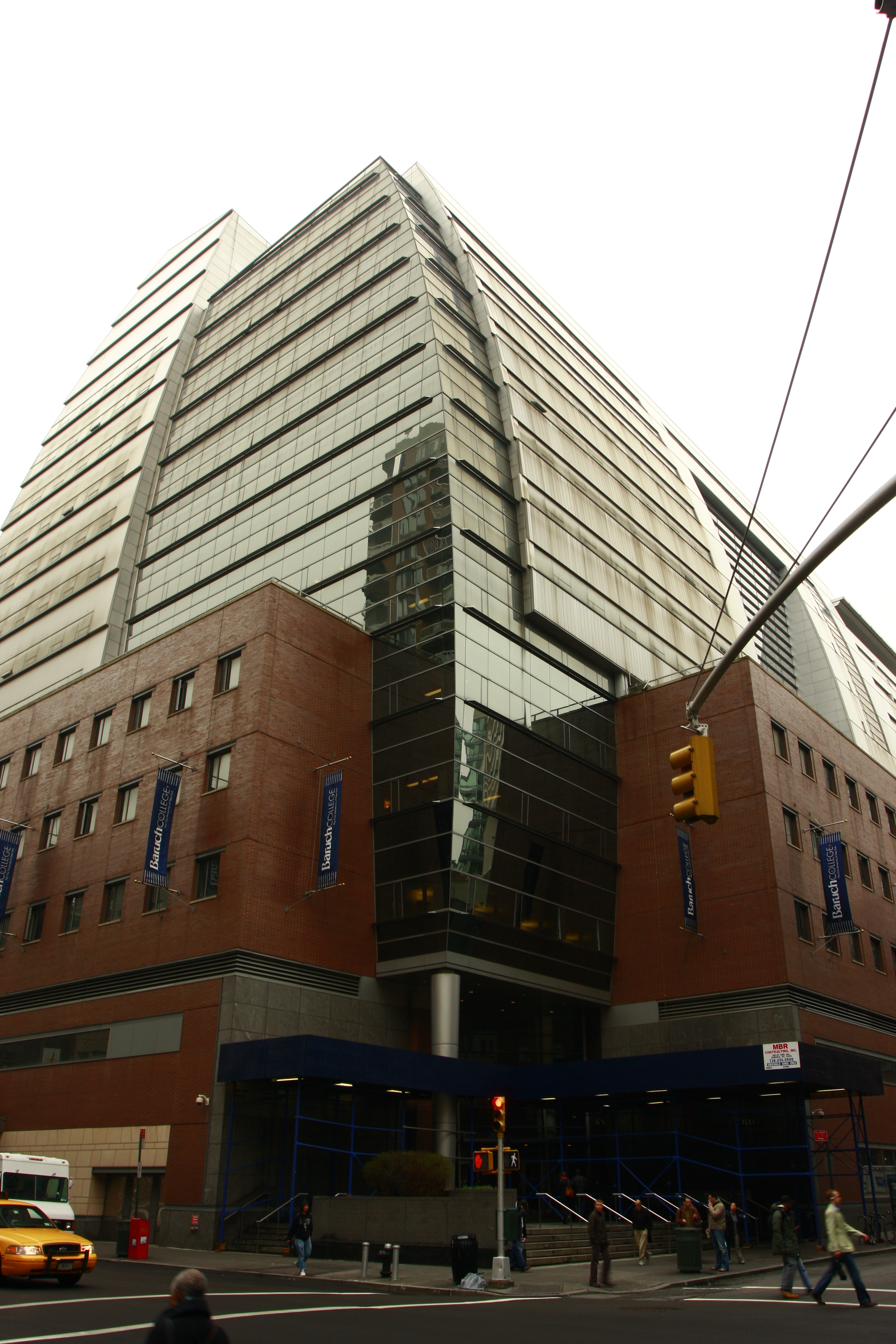
Newman Vertical Campus

Das Baruch College ist ein 1919 gegründetes staatliches College in New York City und Teil der City University of New York. Die Hochschule ist nach Bernard Baruch benannt.

## Fakultäten
- Weissman School of Arts and Sciences
- School of Public Affairs
- Zicklin School of Business

## Zahlen zu den Studierenden und den Dozenten
Im Herbst 2021 waren 19.969 Studierende am Baruch College eingeschrieben. Davon strebten 15.859 (79,4 %) ihren ersten Studienabschluss an, sie waren also undergraduates. Von diesen waren 50 % weiblich und 50 % männlich; 34 % bezeichneten sich als asiatisch, 9 % als schwarz/afroamerikanisch, 27 % als Hispanic/Latino und 19 % als weiß. 4.110 (20,6 %) arbeiteten auf einen weiteren Abschluss hin, sie waren graduates. Es lehrten 1.146 Dozenten an der Universität, davon 468 in Vollzeit und 678 in Teilzeit.
2006 waren 15.500 Studenten immatrikuliert, im Herbst 2019 18.679.

## Sport
Die Sportteams sind die Baruch Bearcats. Sie ist Mitglied in der Eastern College Athletic Conference.

## Persönlichkeiten

### Dozenten
- Harry Markowitz, Professor für Wirtschaftswissenschaften, Alfred-Nobel-Gedächtnispreis für Wirtschaftswissenschaften 1990
- Robert C. Weaver, Präsident des Baruch Colleges von 1969 bis 1970, US-Minister

### Absolventen
- Abraham D. Beame, Bürgermeister von New York City (1974 bis 1977)
- Ralph Lauren, Modedesigner
- Jennifer Lopez (ohne Abschluss), Sängerin und Schauspielerin
- Tarkan Tevetoğlu, international erfolgreicher türkischer Popmusiker.
- Martin Shkreli, Hedgefondsmanager, bekannt als „Pharma Bro“
- Levy Rozman, Schachspieler
- Juan Merchan, Richter in der Anklage gegen Donald Trump in New York